# 台北市立松山高級工農職業学校
台北市立松山高級農工職業学校（たいぺいしりつそんさんこうきゅうのうこうしょくぎょうがっこう Taipei Municipal Songshan High School of Agriculture and Industry）は、台湾台北市にある工農業高校（3年制高専）。

## 沿革
| 年     | 月日   | 事跡                                                            |
| ------ | ------ | --------------------------------------------------------------- |
| 1949年 | 5月3日 | 台北市立初級農業職業学校として開校                              |
| 1955年 | -      | 高農部を設立 台北市立農業職業学校と改称                         |
| 1959年 | -      | 初農部の生徒募集を停止                                          |
| 1961年 | -      | 初級中学部を設置                                                |
| 1967年 | -      | 初中部が独立する（現在の台北市立和平高級中学の前身）            |
| 1968年 | -      | 校舎を現所在地に移転 工科を設置し台北市立高級工農職業学校と改称 |
| 1979年 | -      | 夜間部を設置                                                    |
| 1981年 | 9月1日 | 台北市立松山高級工農職業学校と改称                              |
| 2000年 | -      | 総合職能科を設置                                                |
| 2003年 | -      | 総合高中を設置                                                  |

## 連携大学
- 国立台湾科技大学
- 国立台北科技大学
- 国立台湾師範大学
- 国立高雄科技大学
- 国立屏東科技大学
- 国立勤益科技大学
- 国立宜蘭大学
- 大葉大学
- 玄奘大学
- 亜東科技大学
- 慈済科技大学
- 明志科技大学
- 東南科技大学
- 長庚科技大学
- 台北城市科技大学
- 聖約翰科技大学
- 元培医事科技大学
- 宏国徳霖科技大学
- 景文科技大学
- 徳明財經科技大学
- 龍華科技大学
- 華夏科技大学
- 中国科技大学
- 中華科技大学
- 経国管理曁健康学院

国防省（ナショナル・ディフェンス・インキュベーション・コース）